# Tetrastichomyia clisiocampae
Tetrastichomyia clisiocampae är en stekelart som först beskrevs av William Harris Ashmead 1894.  Tetrastichomyia clisiocampae ingår i släktet Tetrastichomyia och familjen finglanssteklar. Inga underarter finns listade i Catalogue of Life.